# Мурамацу, Томоки
Томоки Мурамацу (яп. 村松 知輝; род. 10 июля 1990, Сайтама) — японский футболист, нападающий.
Играл в молодёжной команде «Хамамацу Юнивёрсити». Играл за японские клубы «Каталле Тояма» и «Хонда», за камбоджийские клубы «Ангкор Тайгер» и «Бунг Кет». Вторую половину 2017 года провёл в узбекистанском клубе «Машал». В  2024 году завершил карьеру. 